# مقاطعة شنقيط
شنقيط مقاطعة من ولاية أدرار في غرب موريتانيا. عاصمتها شنقيط، وهي مركز سابق في العصور الوسطى للتجارة وتعتبر المدينة الأكثر إعمار مقارنة مع باقي المدن الأثرية في موريتانيا مثل وادان و تشيت و ولاته . القرية الأخرى في هذه المنطقة الصحراوية هي العين الصفره.

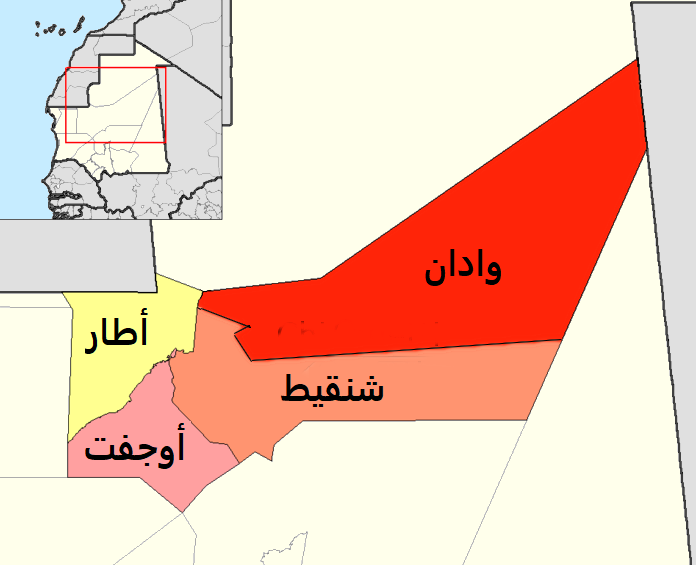

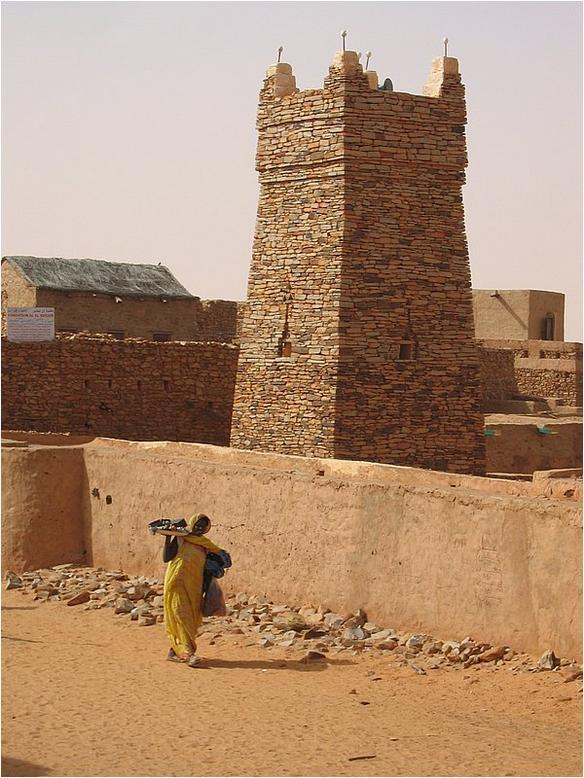
مسجد شنقيط

## قائمة البلديات في المقاطعة
تتكون مقاطعة شنقيط من بلديتين :
- شنقيط
- العين الصفره.

## السكان
في عام 2000، كان مجموع سكان مقاطعة شنقيط 6704 نسمة (3077 رجلاً و3627 امرأة). 

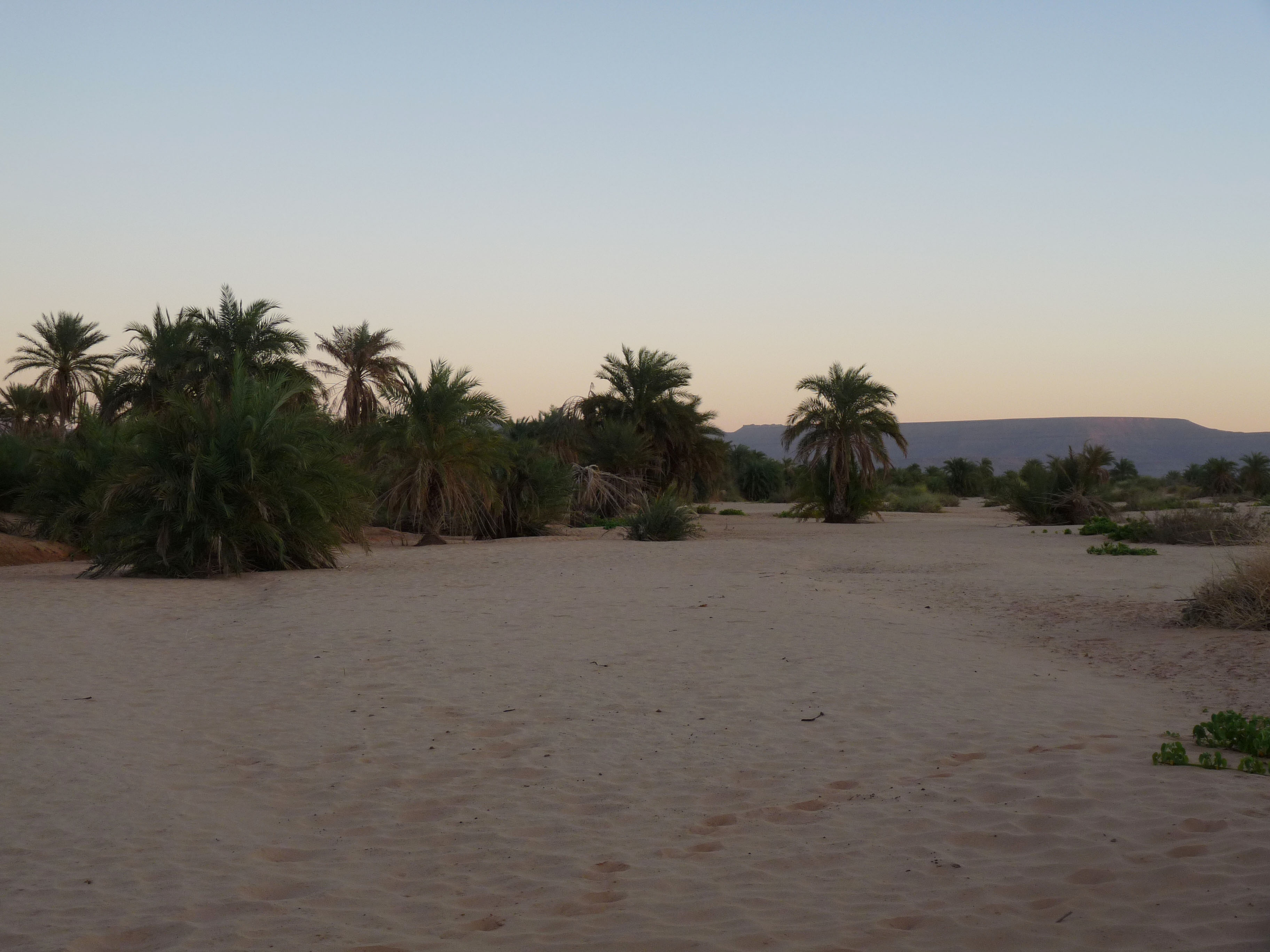
تريس النخيل بالقرب من بلدة عطار.